# Emile Gnahoré
Emile Gnahoré Depie – iworyjski piłkarz grający na pozycji obrońcy. W swojej karierze grał w reprezentacji Wybrzeża Kości Słoniowej.

## Kariera klubowa
W swojej karierze piłkarskiej Gnahoré grał w klubie Africa Sports National. Sześciokrotnie wywalczył z nim mistrzostwo Wybrzeża Kości Słoniowej w sezonach 1982, 1983, 1985, 1986, 1987 i 1988. Zdobył też cztery Puchary Wybrzeża Kości Słoniowej w sezonach 1981, 1982, 1985 i 1986.

## Kariera reprezentacyjna
W reprezentacji Wybrzeża Kości Słoniowej Gnahoré zadebiutował w 1980 roku. W 1980 roku był w kadrze na Puchar Narodów Afryki 1980. Wystąpił na nim dwukrotnie w meczach grupowych: z Nigerią (0:0) i z Tanzanią (1:1).
W 1984 roku Gnahoré powołano do kadry na Puchar Narodów Afryki 1984. Na tym turnieju zagrał w trzech meczach grupowych: z Togo (3:0), z Egiptem (1:2) i z Kamerunem (0:2).
W 1986 roku Gnahoré został powołany do kadry na Puchar Narodów Afryki 1986. Zagrał na nim w pięciu meczach: grupowych z Mozambikiem (3:0), z Egiptem (0:2) i z Senegalem (1:0), półfinałowym z Kamerunem (0:1) i o 3. miejsce z Marokiem (3:2). Z Wybrzeżem Kości Słoniowej zajął 3. miejsce w tym turnieju. W kadrze narodowej grał do 1986 roku.